# 罗讷河畔塞雷赞
罗讷河畔塞雷赞（法語：Sérézin-du-Rhône，法語發音：[seʁezɛ̃ dy ʁon]）是法国罗讷省的一个市镇，属于里昂区。

## 地理
罗讷河畔塞雷赞（45°37'43"N, 4°49'26"E）面积3.97 平方千米，位于法国奥弗涅-罗讷-阿尔卑斯大区罗讷省，该省份为法国中东部省份，北起顺时针与索恩-卢瓦尔省、安省、里昂大都会、伊泽尔省和卢瓦尔省接壤。
与罗讷河畔塞雷赞接壤的市镇（或旧市镇、城区）包括：韦尔奈松、科米奈、奥宗河畔圣桑福里安、索莱兹、泰尔奈。

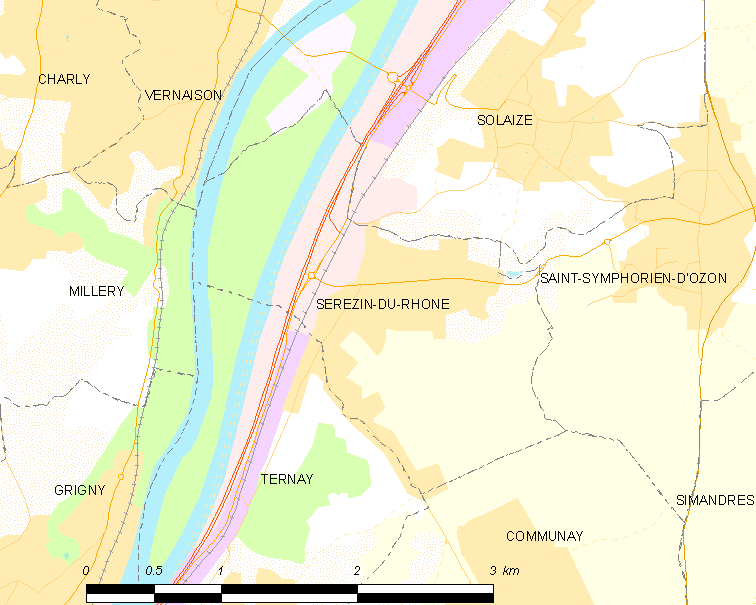
罗讷河畔塞雷赞的OSM定位图

罗讷河畔塞雷赞的时区为UTC+01:00、UTC+02:00（夏令时）。

## 行政
罗讷河畔塞雷赞的邮政编码为69360，INSEE市镇编码为69294。

## 政治
罗讷河畔塞雷赞所属的省级选区为奥宗河畔圣桑福里安县。

## 人口

1962-2008年间罗讷河畔塞雷赞人口变化图示

罗讷河畔塞雷赞于2022年1月1日时的人口数量为3057人。